# Imbecilla variata
Imbecilla variata är en insektsart som beskrevs av Irena Dworakowska 1970. Imbecilla variata ingår i släktet Imbecilla och familjen dvärgstritar. Inga underarter finns listade i Catalogue of Life.